# Oborožene sile Republike Hrvaške
Oborožene sile Republike Hrvaške (izvirno hrvaško Oružane snage Republike Hrvatske; kratica: OSRH) so sestavljena iz treh vej:
- Hrvaška kopenska vojska (Hrvatska kopnena vojska),
- Hrvaška vojna mornarica (Hrvatska ratna mornarica) in
- Hrvaško vojno letalstvo in protizračna obramba (Hrvatsko ratno zrakoplovstvo i protuzračna obrana).

## vodstvo
Vrhovni poveljnik oboroženih sil je predsednik Republike Hrvaške, ki v mirnem času izvaja svoje poveljstvo preko ministra za obrambo Republike Hrvaške. V vojnem času oz. takrat, ko minister ne izvaja ukazov, pa predsednik deluje neposredno preko načelnika Generalštaba Oboroženih sil Republike Hrvaške.
Demokratični nadzor nad oboroženimi silami izvaja Sabor, ki sprejema obrambno strategijo, obrambni proračun in obrambne zakone.

## Organizacija
- Generalštab Oboroženih sil Republike Hrvaške

- Hrvaška kopenska vojska (Hrvatska kopnena vojska),
- Hrvaška vojna mornarica (Hrvatska ratna mornarica) in
- Hrvaško vojno letalstvo in protizračna obramba

- prištabne enote:

- Bataljon za specialno delovanje
- Častni zaščitni bataljon (Zagreb)
- Vojaško obveščevalni bataljon
- Četa specialne vojaške policije